# Edward Hugh Simpson
Edward Hugh Simpson (* 10. Dezember 1922; † 5. Februar 2019) war ein britischer Statistiker und bekannt durch die Beschreibung des nach ihm benannten Simpson-Paradoxons und durch den Simpson-Index.
Simpson wuchs in Nordirland auf und kam als Mitarbeiter in der Kryptoanalyse deutscher Rotormaschinen in Bletchley Park in den Jahren 1942 bis 1945 zur Statistik und verfasste den Aufsatz zum Simpson-Paradox, der seinen Namen bekannt machte, als Student von Maurice Bartlett an der Universität Cambridge. 
Ab 1947 war er Verwaltungsangestellter zunächst im britischen Erziehungsministerium, später unter anderem beim Schatzamt, der Commonwealth Education Liaison Unit und als Privatsekretär von Lord Hailsham (als dieser Lordsiegelbewahrer war). 1956/57 war er als Harkness Fellow in den USA. 1982 ging er als „Deputy Secretary“ im Erziehungsministerium in den Ruhestand. 
Er lebte in Oxfordshire.